# Ingo Peschel
Ingo Peschel (* 21. Oktober 1942 in Breslau) ist ein deutscher theoretischer Physiker.

## Leben und Werk
Peschel wuchs nach der Vertreibung seiner Familie aus Schlesien in Fürth (Franken) auf und studierte Physik an der Friedrich-Alexander-Universität Erlangen-Nürnberg. 1970 wurde er an der Johann Wolfgang Goethe-Universität Frankfurt am Main mit einer Dissertation über „Kristallfeldeffekte in Metallen“ promoviert. Anschließend folgten mehrere Postdoc-Aufenthalte unter anderem in Harvard, wo Peschel in den Jahren 1974/75 einflussreiche Arbeiten im Gebiet der statistischen Feldtheorie veröffentlichte.
Im Mai 1978 folgte Peschel dem Ruf an die Freie Universität Berlin, wo er sich vornehmlich mit statistischer Physik und lösbaren Problemen in niedrigdimensionalen Systemen beschäftigte. So konnte Peschel im Bereich der Dichtematrizen die Analyse und Anwendung eines numerischen Verfahrens nachweisen, das für eindimensionale Quantensysteme sehr erfolgreich war.
In seiner Zeit als Professor engagierte sich Peschel in der Physikalischen Gesellschaft zu Berlin, deren Vorsitz er von 1982 bis 1984 innehatte. Am Fachbereich Physik arbeitete er stets an einer Verbesserung der Lehre, insbesondere nach der Umstellung auf das sog. „Frankfurter Modell“ im Jahre 2003. Er hatte viele Jahre das Amt des Prodekans am Fachbereich inne. Starke Kürzungen im Lehrangebot aufgrund der angespannten finanziellen Situation des Landes Berlin, sowie die Umstellung auf Bachelor- und Master-Studiengänge in Physik, konnte er trotz großen Einsatzes nicht verhindern.
Außerhalb seiner Forschungstätigkeit hat sich Peschel im Rahmen der Friedrich-Ludwig-Jahn-Gesellschaft für die deutsche Sporthistorie sowie im Rahmen des Organisationskomitees des Deutschen Turnfests und der Gymnaestrada für den Breitensport engagiert. Peschel war in seiner Jugend selbst aktives Mitglied im TV Fürth 1860.
In den letzten Jahren widmete er sich wieder stärker der Forschung und arbeitete primär an Verschränkung in Quantensystemen.
2008 wurde Peschel emeritiert.
Am 19. März 2014 wurde ihm die Ehrennadel der DPG verliehen.

## Veröffentlichungen und Nachweise
1. ↑  jahn-museum.de: Organe des F.-L.-Jahn-Fördervereins in Freyburg/U. (Memento vom 23. März 2018 im Internet Archive)
2. ↑  Ingo Peschel im Mathematics Genealogy Project (englisch)
3. ↑  Luther, A.; Peschel, I.: Calculation of critical exponents in two dimensions from quantum field theory in one dimension. In: Physical Review. B 12. Jahrgang, 1975, S. 3908–3917, doi:10.1103/PhysRevB.12.3908.
4. ↑  Luther, A.; Peschel, I.: Single-particle states, Kohn anomaly, and pairing fluctuations in one dimension. In: Physical Review. B 9. Jahrgang, 1974, S. 2911–2919, doi:10.1103/PhysRevB.9.2911.
5. ↑  fu-berlin.de: Der Fachbereich Physik - Geschichte
6. ↑  Peschel, I., Want, X., Kaulke, M. & Hallberg, K. (1999). Density matrix renormalization : a new numerical method in physics. Berlin: Springer Verlag.
7. ↑  Das Archiv
der Physikalischen Gesellschaft zu Berlin: Mitglieder des Geschäftsführenden Vorstands 1999–1975
8. ↑  FU Berlin, Fachbereich Physik: Bachelor of Science
9. ↑  Peschel, I.: Entanglement entropy with interface defects. In: Journal of Physics A: Mathematical and General. 38. Jahrgang, 2005, S. 4327–4335, doi:10.1088/0305-4470/38/20/002.
10. ↑  http://berlin14.dpg-tagungen.de/veranstaltung/festveran.html